# Bian Jun
Bian Jun (卞軍T, 卞军S, Biàn JūnP; Shanghai, 15 luglio 1977) è un ex calciatore cinese, di ruolo centrocampista.

## Palmarès

### Club

#### Competizioni nazionali
- Coppa della Cina: 1

Shanghai Shenhua: 1998
- Supercoppa di Cina: 3

Shanghai Shenhua: 1996, 1999, 2002